# Alexandre Bachilov
Alexandre Alexandrovitch Bachilov (en russe : Александр Александрович Башилов), né le 31 août 1777 à Gloukhov et mort le 31 décembre 1847 à Moscou, est un militaire russe. Général des guerres napoléoniennes, il s'occupa plus tard de l'urbanisation de Moscou et de ses banlieues.

## Carrière militaire
Alexandre Bachilov rejoint le régiment d'élite Preobrajenski en janvier 1798. Aide de Paul Ier de Russie, il est rapidement élevé au rang de colonel en octobre 1800. En février 1802, il est déchu de ses titres pour « comportement indécent dans un théâtre » et il est assigné dans un régiment d'infanterie de deuxième rang. Il le quitte en novembre 1803 mais retourne au service actif en tant que commandant du régiment de Tambov en 1806.
Bachilov est impliqué dans quatre campagnes :
- 1807 : Commandant de régiment pendant la guerre de la Quatrième Coalition contre les Français
- 1809 : Commandant de brigade en Galicie et en Bulgarie dans la campagne contre les Turcs pendant Guerre russo-turque de 1806-1812, notamment le siège de Pazardjik. Promu général en juin 1810.
- 1812 : Commandant de brigade pendant la Campagne de Russie (1812). Affecté à l'armée d'observation d'Alexandre Tormassov engagée dans l'action défensive à Kobryn et Gorodetchna (le 31 juillet 1812), il est élevé dans l'Ordre impérial et militaire de Saint-Georges pour ces actions.
- 1813 : Siège de Toruń. Bachilov, blessé, quitte l'armée en mai 1813 pour raisons de santé.

## Urbaniste
En 1825, Bachilov revient au service de l'État, pour le gouverneur de Moscou ; pendant la guerre russo-turque de 1828-1829, il s'occupe de logistique pour l'armée. En 1830-1832, Bachilov dirige la Commission d'urbanisme de Moscou (Комиссия строений в Москве).
Bachilov rejoint l'administration de la ville au moment où Moscou se remet toujours de la destruction par le feu de 1812. Il fait planter le parc autour du palais Petrovski (alors une banlieue éloignée du nord-ouest) et organise l'urbanisation, sur la base d'une plan quadrillé, du quartier autour de la route de Saint-Pétersbourg (actuelle Leningradski Prospekt) et au nord du palais (actuel district Saviolovski). Ce plan d'urbanisation est toujours visible aujourd'hui, comme sur les rues Bachilovskaïa et Novaïa Bachilovka. Bachilov possède une maison sur la route de Saint-Pétersbourg et la loue aux gérants du célèbre restaurant Yar ; la route devient alors une zone de sortie des classes aisées, alors que les périphéries de Bachilovka demeurent un secteur de classe ouvrière.
Bachilov et son fils Alexandre (1807-1854) sont enterrés au cimetière Vagankovo. Bachilov a écrit un livre de mémoires, imprimé à titre posthume en 1871.

### Sources
- (ru) « Года 1812 de Отечественнаявойна. Энциклопедия ", М, Роспэн, 2004, с.53  (ISBN 5-8243-0324-X)
- (ru) П.В. Сытин, « Изисториимосковскихулиц », М, 1948, p. 283 (P.V. Sytine, histoire des rues de Moscou)